# Jańsko
Jańsko – jezioro w Polsce w województwie lubuskim, w powiecie krośnieńskim, w gminie Bobrowice na obszarze Wzniesień Gubińskich (Wzniesienia Zielonogórskie).

## Położenie
Jezioro ma kształt owalny, znajduje się na obszarze Wzniesień Gubińskich (największe jezioro regionu) w makroregionie Wzniesień Zielonogórskich, w gminie Bobrowice, miejscowościami nadbrzeżnymi są wsie Strużka i Janiszowice. Wysokość lustra wody wynosi około 70,2-70,5 m n.p.m.

## Hydronimia
Jezioro w źródłach jest nazywane Jähnsdorf T., Jähnsdorfer See (XIX wiek), Jańsko (po 1945), Strużka (lata 70. XX wieku), Janiszowice (lata 80. XX wieku), a także Jezioro Jańskie, Jońsko.

## Informacje hydrologiczne
Jezioro polodowcowe, wytopiskowe, powstało w rynnie pochodzącej z fazy leszczyńskiej zlodowacenia północnopolskiego. Dno piaszczyste, w dużej części przykryte namułem o grubości około 1 m. Powierzchnia zwierciadła wody wynosiła około 102,6 ha (stan na 1980 rok), w 2020 roku wynosi około 60 ha. Poprzez pogłębienie i poszerzenie Kurki w latach 60. XX wieku poziom wody w jeziorze obniżył się o około 1 m, a jezioro znacznie zmniejszyło swoją powierzchnię (153,3 ha w 1960 roku, 102,6 ha w 1980 roku, około 60 ha w 2020 roku). Średnia głębokość jeziora wynosi 0,6 m, natomiast głębokość maksymalna to 1,8 m. Długość maksymalna to 1600 m, a szerokość maksymalna – 1300 m. Długość linii brzegowej to 4725 m (stan na 1960 rok). Objętość akwenu wynosi 1073,1 tys. m³ (stan na 1960 rok). Powierzchnia zlewni jeziora wynosi około 37,5 km².
Jezioro polimiktyczne. Do jeziora dopływają dwa niewielkie rowy melioracyjne. Z jeziora wypływa rzeka Kurka (Górzynka), prawostronny dopływ Lubszy w dorzeczu Odry. 

## Jakość wód
W 2001 roku wody jeziora były pozaklasowe pod względem fizykochemicznym, spełniały natomiast normy II klasy pod względem sanitarnym. 
W 2013 roku stan ekologiczny wód sklasyfikowano jako zły. Zadecydował o tym zły wynik Makrofitowego Indeksu Stanu Ekologicznego. W tym czasie Indeks Fitoplanktonowy dla Polskich Jezior wskazywał stan umiarkowany, a multimetryczny wskaźnik okrzemkowy dla jezior dobry. Norm stanu dobrego nie spełniała również widzialność krążka Secchiego (60 cm), ale zawartość azotu i fosforu mieściła się w normach. Spośród badanych wówczas substancji priorytetowych normy dobrego stanu chemicznego nie spełniała zawartość niektórych wielopierścieniowych węglowodorów aromatycznych. W 2019 roku nie badano stanu makrofitów, a stan ekologiczny sklasyfikowano jako słaby. Klasę taką wskazały wskaźniki stanu fitoplanktonu i makrozoobentosu, podczas gdy stan ichtiofauny był umiarkowany, a fitobentosu bardzo dobry. W tym roku dwa parametry fizyczno-chemiczne Jańska były najgorszymi spośród monitorowanych jezior w Polsce – zawartość azotu ogólnego (7,2 mg/l) i widzialność krążka Secchiego (20 cm). Norm stanu dobrego nie spełniała także zawartość fosforu i aldehydu mrówkowego. Z kolei norm dobrego stanu chemicznego nie spełniała zawartość polibromowanych difenyloeterów w tkankach ryb oraz benzo(a)pirenu, ołowiu i kadmu w wodzie.
Zawartość azotu ogólnego w wodzie jeziora jest zmienna. W roku 2019 wyniosła 7,2 mg/l, co było wówczas wartością najwyższą ze wszystkich monitorowanych jezior w Polsce. Na większość tej sumy złożyła się zawartość azotu Kjeldahla wynosząca 7,09 mg/l. Monitoring w latach wcześniejszych wykazywał niższe wartości – 3,50 mg/l w 2010 i 1,79 mg/l w 2013.
W 2019 roku jezioro charakteryzowało się stosunkowo niedużym zasoleniem (przewodność elektrolityczna 459 µS/cm), zasadowym odczynem (pH 8,3), dość dużym zabarwieniem (58 jednostek platyny), przeciętną zawartością wapnia (67 mg/l) i niską krzemionki (0,3 mg/l).

## Przyroda
Jezioro eutroficzne w stadium zanikowym. Jezioro leży na Obszarze Natura 2000 (PLH080053). Od strony południowej nad jeziorem rośnie brzezina bagienna i występują wydmy. Jezioro jest otoczone podmokłymi łąkami turzycowo-trzcinowymi i olsem, które rosną na glebach torfowych i murszu. W jeziorze występowały: karaś, karp, lin, okoń, płoć, szczupak (stan na 1978 rok), występują także koza pospolita i piskorz oraz bóbr europejski. W fitoplanktonie przeważają sinice z rodzaju drgalnica (Oscillatoria), z zooplanktonu przedstawicielami są m.in. wrotki, widłonogi, pierwotniak Tintinnopsis lacustris, wioślarki. W jego obrębie rośnie szuwar kłociowy i występują m.in. gałuszka kulecznica, rosiczka okrągłolistna, rosiczka pośrednia, ponikło wielołodygowe, widłaczek torfowy.

## Zagospodarowanie
W systemie gospodarki wodnej Jańsko jest jednolitą częścią wód o kodzie PLLW10062. Jezioro jest użytkowane przez Polski Związek Wędkarski, było zarybiane głównie karpiem; obowiązuje na nim zakaz używania łodzi motorowych. Jezioro było wykorzystywane jako kąpielisko, był na nim zbudowany pomost. W bezpośrednim sąsiedztwie akwenu brak zabudowy rekreacyjnej, dawniej (około roku 2000) działał ośrodek wypoczynkowy.